# Propebela goryachevi
Propebela goryachevi é uma espécie de gastrópode do gênero Propebela, pertencente a família Mangeliidae.